# Biserica reformată-calvină din Mănăstireni

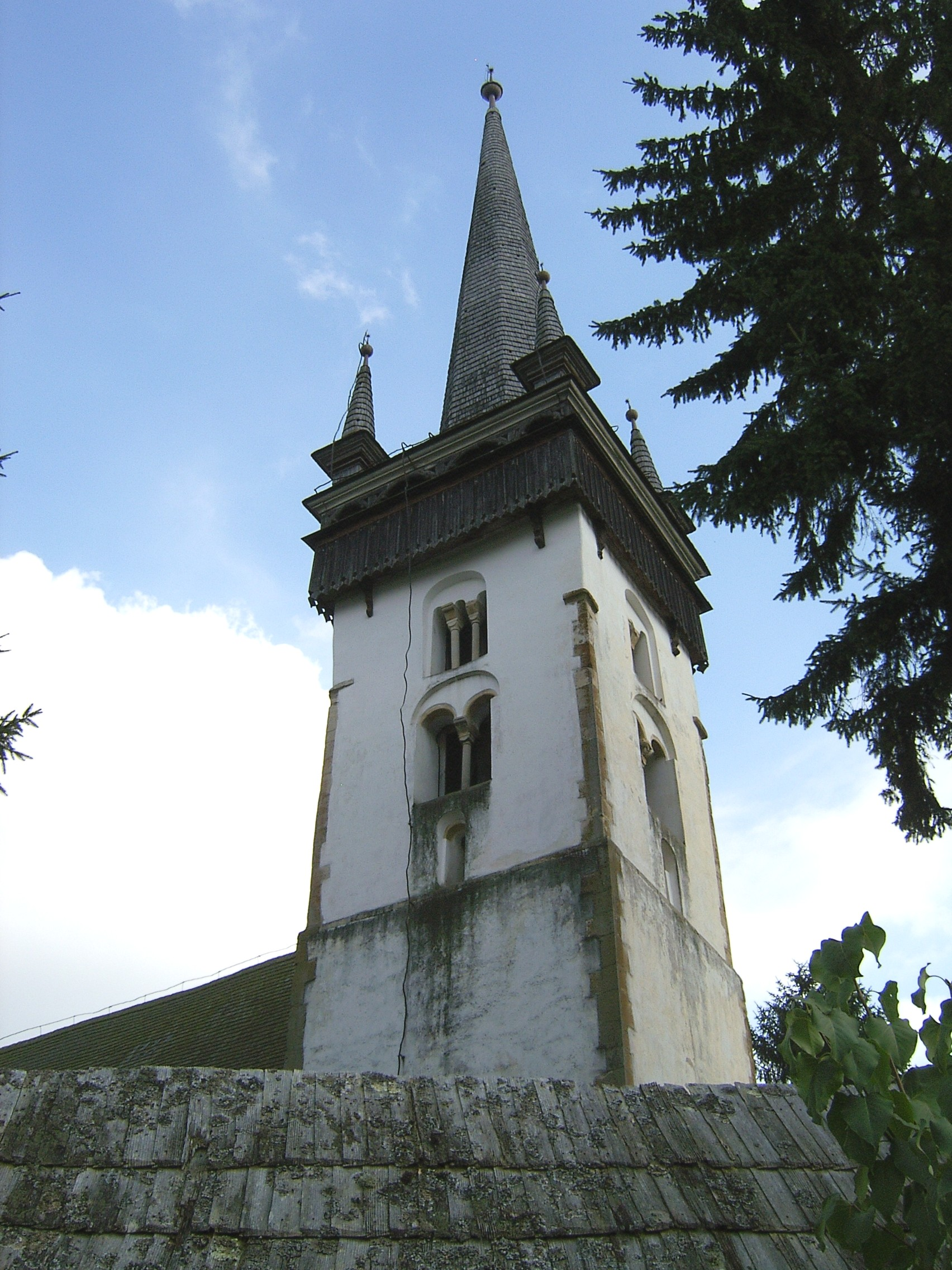
Biserica Reformată-Calvină din Mănăstireni

Biserica Reformată-Calvină din Mănăstireni este un prețios monument cu arhitectură romanică, construită, probabil, curând după mijlocul secolului al XIII-lea, ca biserică-sală cu tribuna pe latura vestică. 
Ușa bisericii datează înainte de anul 1241. Ulterior, către 1400, a fost inițiată amplificarea sa prin adăugarea pe latura vestică a unui nartex flancat cu 2 turnuri. Efectiv nu a fost terminat decât turnul de nord-est care păstrează ferestre cu ancadramente originale. În secolul al XV-lea absida romanică semicirculară a fost înlocuită cu o absidă gotică poligonală. Tavanul și mobilierul de lemn pictat aparțin secolului al XVIII-lea (amvonul realizat în 1724 este opera maestrului David Șipoș).
Biserica este clasată pe lista monumentelor istorice din județul Cluj cu cod LMI CJ-II-m-A-07706.

## Galerie de imagini

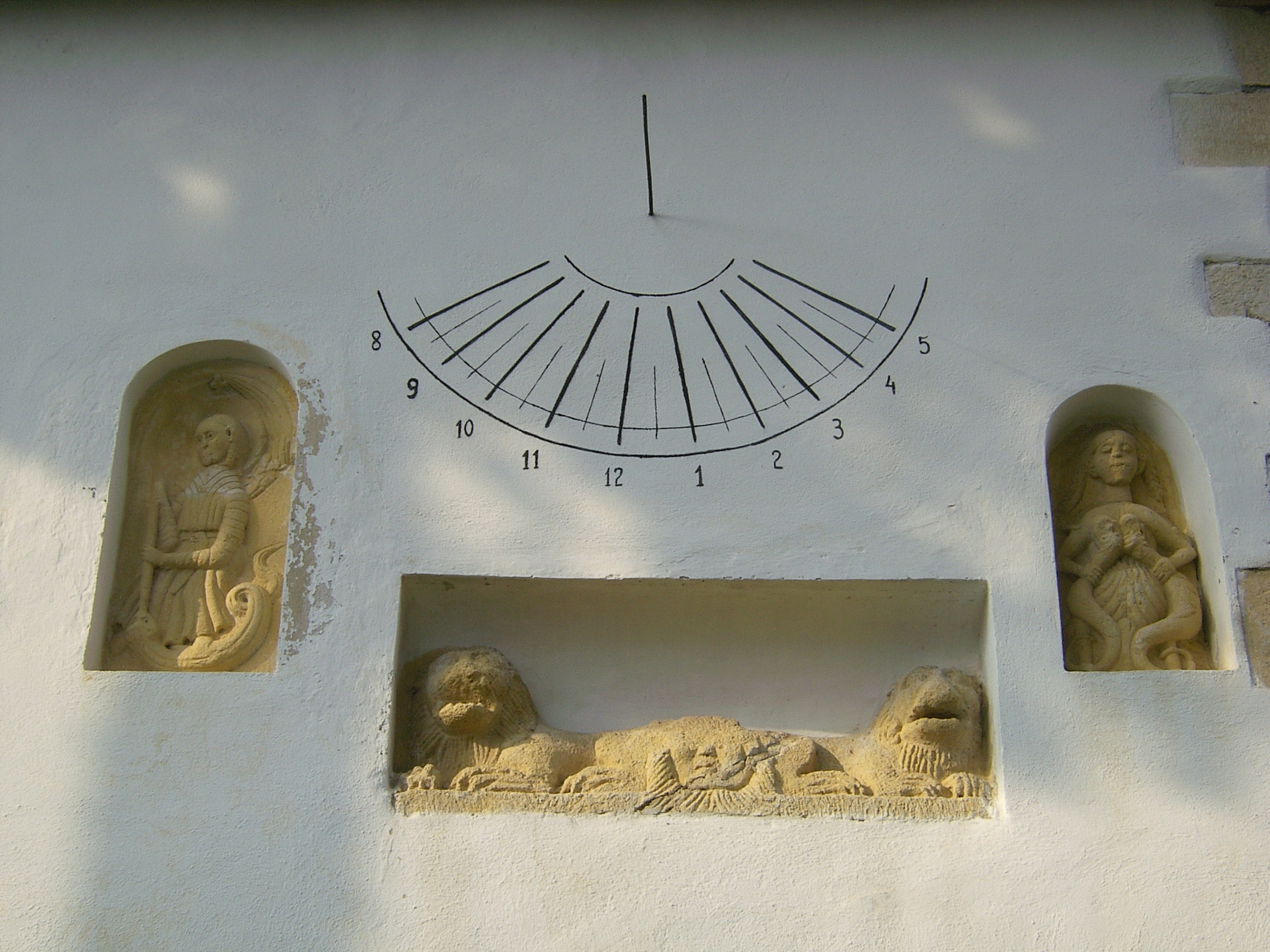
Ceasul solar